# رحیم‌علی خرم
رحیم علی خرم، کارآفرین و از سرمایه‌داران تهران بود. او مالک پارک خرم (پارک ارم فعلی) شامل شهربازی و باغ وحش و کازینو بود.
بر طبق گفته‌های محمود قربانی (همسر اول گوگوش و از دوستان رحیم علی خرم) در هیاهوی انقلاب، خرم که قصد خروج از کشور را داشته در هتل میامی تهران به پیشخدمت هتل انعام بالایی می‌دهد و همین انعام شک گارسون را برمی‌انگیزد و به نیروهای انقلابی آن‌زمان اطلاع می‌دهد که او حتماً فرد سرشناسی از نظام پهلوی است و همین امر باعث گرفتاری وی می‌شود.  خرم متهم به قتل و تجاوز، سوء استفاده از قدرت، تأسیس عشرت کده و قمارخانه، دریافت کمک از خارجی‌ها و نابود کردن اقتدار ملی شد. وی به حکم صادق خلخالی به اتهام فساد فی الارض به مجازات اعدام محکوم شد.
او در ۱۹ اردیبهشت ۱۳۵۸ به همراه هفت تن دیگر از جمله حبیب القانیان تیرباران شد. خرم و القانیان اولین سرمایه‌دارانی بودند که پس از انقلاب در برابر جوخه آتش قرار گرفتند. به نوشته یکی از روزنامه‌های تهران، شاهدان در محاکمه خرم مدعی شدند او یک بار مرد فقیری را در باغ وحشش به قفس شیر انداخته و برای اعضای خانواده سلطنتی و دیگر اشراف، فاحشه‌های فیلیپینی می‌برده‌است. وی در روستای یاری آباد شهر غرق آباد از توابع ساوه دفن شده‌است. پسر وی با دختر مرضیه خواننده ازدواج کرده بود.
اتهامات
محمد باهری، وزیر دادگستری در کابینه شریف امامی، در روی ۲ نوار ۳۰ مصاحبه با حبیب لاجوردی در تاریخ شفاهی هاروارد مدعی می‌شود در دوره وزارت او یکی از بازپرس‌های دادسرای تهران در جریان تحقیقات پیرامون خرم او را متهم به قتل دو تن از کارگران پارک خرم در سال ۱۳۵۶ کرده بود. این اتهام بر اساس شهادت شهود و کالبدشکافی دو جنازه یافت‌شده در جاده کرج وارد شده بود.